# Neoemadiellus unctus
Neoemadiellus unctus är en skalbaggsart som beskrevs av Bordat 1990. Neoemadiellus unctus ingår i släktet Neoemadiellus och familjen Aphodiidae. Inga underarter finns listade i Catalogue of Life.